# Cigno d'argento

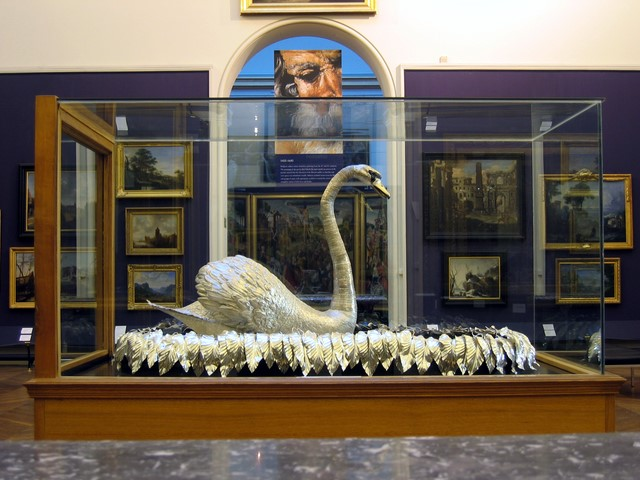
Il Cigno d'argento al Bowes Museum.

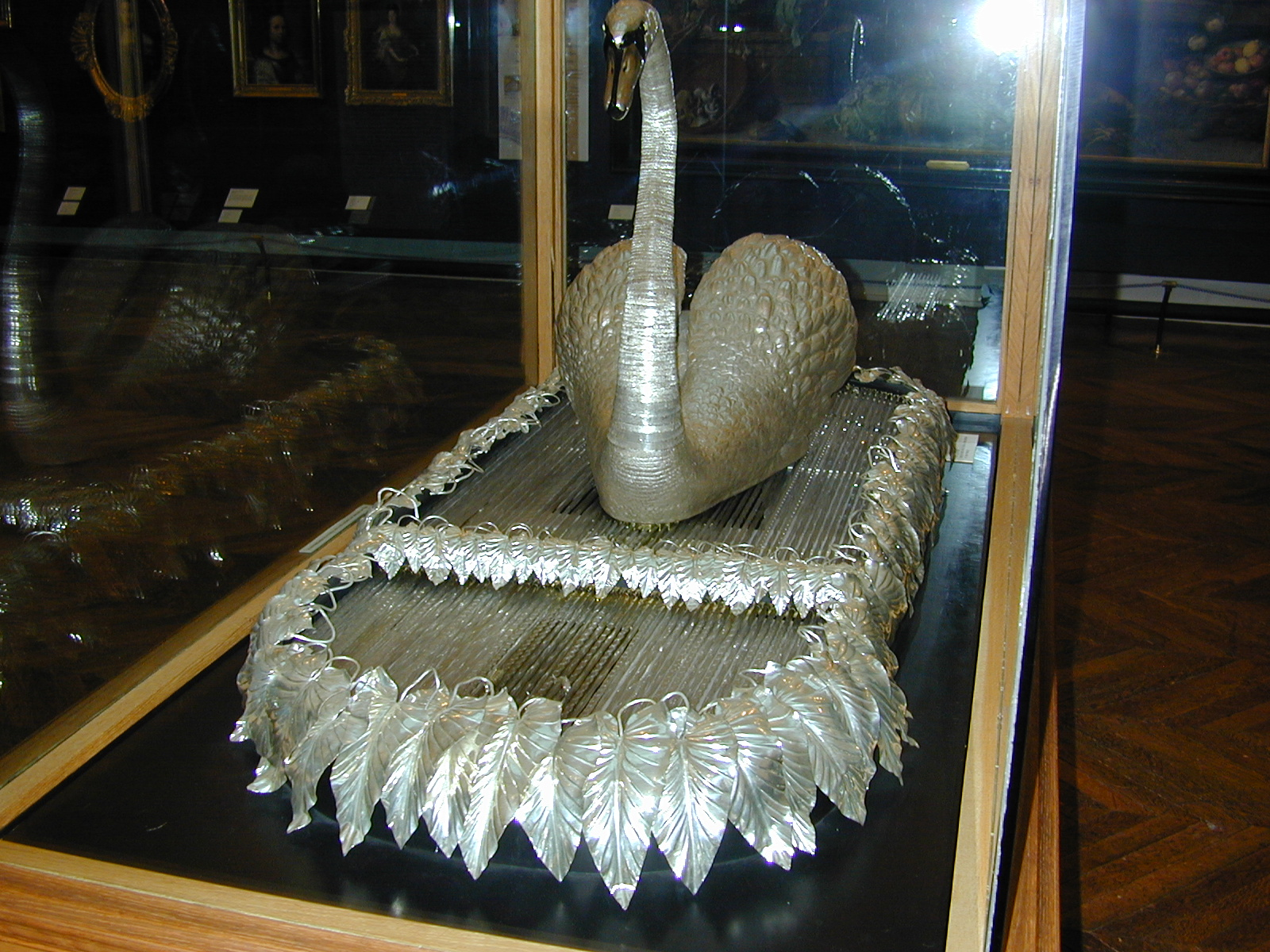
In primo piano si può vedere un piccolo pesce d'argento.

Il Cigno d'argento (Silver Swan) è un automa meccanico risalente al XVIII secolo ospitato nel Bowes Museum, a Barnard Castle in Inghilterra; il fondatore del museo John Bowes lo acquistò nel 1872 da un gioielliere parigino.
È un dispositivo a orologeria, dotato di una scatola musicale, che ha le sembianze di un cigno a grandezza naturale posto in un "torrente" fatto di bacchette di vetro e circondato da foglie d'argento; piccoli pesci d'argento "nuotano" nell'acqua.
Quando il meccanismo ad orologeria è caricato, il carillon suona e le bacchette di vetro ruotano dando l'illusione dell'acqua che scorre; il Cigno volge la testa da un lato all'altro e si liscia le penne con il becco, dopo qualche momento nota un pesce che nuota e si china per prenderlo e mangiarlo; la testa del Cigno torna quindi in posizione eretta e l'esibizione, che dura circa 32 secondi, termina. Per aiutare a preservarlo il meccanismo viene azionato solo una volta al giorno, alle 14:00.
Il meccanismo è stato progettato e realizzato nel 1773 in collaborazione da due inventori: John Joseph Merlin (1735–1803) originario dei Paesi Bassi e il londinese James Cox (1723–1800).
Nel 1773 il Cigno è stato descritto in un Act of Parliament come avente un diametro di 3 piedi (0,91 m)  e un'altezza di 18 piedi (5,49 m), poiché non è più così alto è possibile che un tempo ci fosse qualcosa in più di quanto rimane oggi; si pensa che in origine ci fosse una cascata dietro al Cigno, che sarebbe stata rubata durante un tour, questo potrebbe spiegare la minore altezza attuale.
Il Cigno è stato venduto più volte ed è stato messo in mostra all'esposizione universale del 1867 di Parigi, dove il romanziere americano Mark Twain ebbe modo di vederlo, per poi descriverlo in un capitolo del suo Innocents Abroad, dove scrisse che il Cigno "aveva una grazia vivente nei suoi movimenti e un'intelligenza vivente nei suoi occhi."
Il Bowes Museum considera il Cigno come il suo artefatto più noto, ed è l'immagine nel logo del museo.